# Adam Nowodworski
Adam Nowodworski herbu Nałęcz (ur. 1572 w Nowym Dworze, zm. 20 sierpnia 1634 w Poznaniu) – biskup kamieniecki od 1615, przemyski od 1627 oraz poznański od 1631.
Studiował w Rzymie i Bolonii. w 1601 został kanonikiem gnieźnińskim, w 1610 był królewskim sekretarzem, a od 1611 opatem komendatoryjnym w klasztorze OO Cystersów w Przemęcie. w 1618 został komisarzem Rzeczypospolitej przy królewiczu Władysławie, był uczestnikiem rokowań pokojowych z Rosjanami zakończonych rozejmem w Dywilinie, który podpisał. Był również zwolennikiem działań wojennych przeciwko Szwecji. W 1632 był elektorem Władysława IV Wazy z województwa poznańskiego. W 1633 roku został wyznaczony senatorem rezydentem.
Jako biskup przemyski konsekrował w 1630 kościół oo. Bernardynów w Leżajsku, będąc biskupem poznańskim zorganizował i przeprowadził w 1632 kolejny z synodów w Poznaniu.
Był fundatorem kolegium jezuitów w Łomży. 
Pochowany w katedrze Świętych Apostołów Piotra i Pawła w Poznaniu.

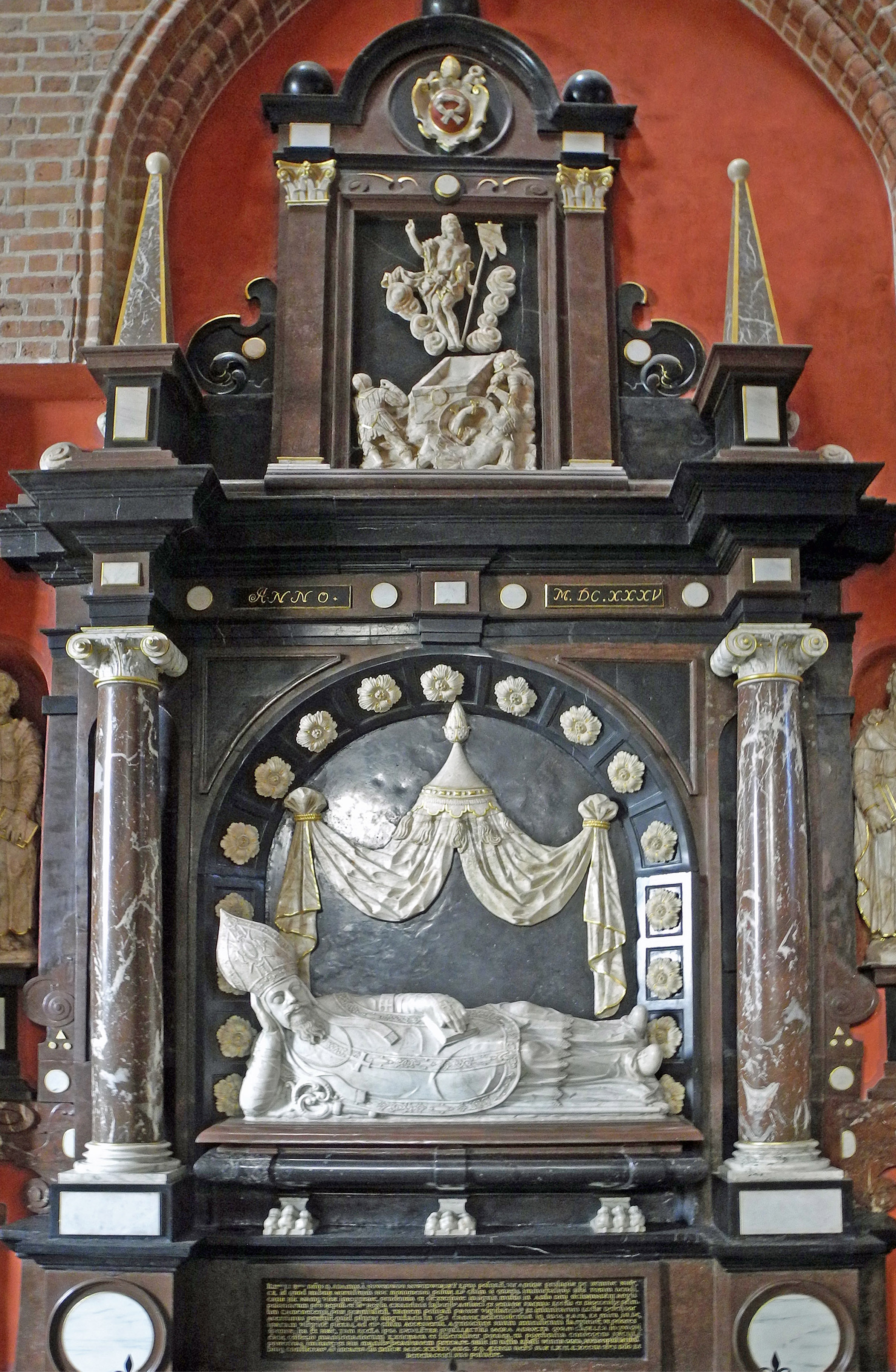
Nagrobek Adama Nowodworskiego w archikatedrze św. Piotra i św. Pawła w Poznaniu